# Therophilus
Therophilus is een geslacht van insecten uit de orde vliesvleugeligen (Hymenoptera) en de familie schildwespen (Braconidae).

## Soorten
Deze lijst van 67 stuks is mogelijk niet compleet.
- T. aalvikorum Stevens, 2011
- T. agilis (Cresson, 1873)
- T. annuliferus van Achterberg & Long, 2010
- T. annulus (Chou & Sharkey, 1989)
- T. antipoda (Ashmead, 1900)
- T. asper (Chou & Sharkey, 1989)
- T. breviscutum van Achterberg, 2011
- T. calcaratus (Cresson, 1873)
- T. cattienensis van Achterberg & Long, 2010
- T. cingulipes (Nees, 1812)
- T. concolor (Szepligeti, 1914)
- T. conspicuus (Wesmael, 1837)
- T. contrastus van Achterberg & Long, 2010
- T. crenulisulcatus van Achterberg & Long, 2010
- T. daanyuanensis (Chen & Yang, 2006)
- T. depressiferus van Achterberg & Long, 2010
- T. elongator van Achterberg & Long, 2010
- T. festinatus (Turner, 1918)
- T. festivus (Muesebeck, 1953)
- T. javanus (Bhat & Gupta, 1977)
- T. lanyuensis (Chou & Sharkey, 1989)
- T. latibalteatus (Cameron, 1906)
- T. leucogaster (Holmgren, 1868)
- T. levisoma van Achterberg & Long, 2010
- T. lienhuachihensis (Chou & Sharkey, 1989)
- T. longiscutum van Achterberg, 2011
- T. longiseta (Szepligeti, 1914)
- T. luzonicus (Bhat & Gupta, 1977)
- T. malignus (Turner, 1918)
- T. marshi (Bhat & Gupta, 1977)
- T. martialis (Turner, 1918)
- T. marucae van Achterberg & Long, 2010
- T. mellisoma van Achterberg & Long, 2010
- T. meridionalis (Turner, 1918)
- T. minimus (Turner, 1918)
- T. minor (Szepligeti, 1905)

- T. mishae Stevens, 2011
- T. muesebecki (Bhat & Gupta, 1977)
- T. nigrator van Achterberg, 2011
- T. nigrolineatus van Achterberg & Long, 2010
- T. nuichuaensis van Achterberg & Long, 2010
- T. parasper van Achterberg & Long, 2010
- T. pedunculatus (Szepligeti, 1902)
- T. perforator (Provancher, 1880)
- T. planifrons van Achterberg & Long, 2010
- T. punctiscutum van Achterberg & Long, 2010
- T. robustus van Achterberg & Long, 2010
- T. rudimentarius (Enderlein, 1920)
- T. ruficeps (Szepligeti, 1905)
- T. rufithorax (Turner, 1918)
- T. rufobrunneus (Turner, 1918)
- T. rugosiferus van Achterberg & Long, 2010
- T. rugosus (Turner, 1918)
- T. scutellatus van Achterberg & Long, 2010
- T. similis (Bhat & Gupta, 1977)
- T. simillimus (Cresson, 1873)
- T. stephensae Stevens, 2011
- T. sulciferus van Achterberg, 2011
- T. sungkangensis (Chou & Sharkey, 1989)
- T. tayulingensis (Chou & Sharkey, 1989)
- T. testaceator (Strand, 1911)
- T. tonghuaensis (Chen & Yang, 2006)
- T. triangularis (Szepligeti, 1914)
- T. tricolor (Szepligeti, 1905)
- T. tumidulus (Nees, 1812)
- T. unimaculatus (Turner, 1918)
- T. xanthopsis (Turner, 1918)